# Manuel Nunes Viana
Manuel Nunes Viana foi um português radicado na Bahia muito jovem. Ficou conhecido por atos de coragem que o levaram do sertão baiano para a região mineira onde se tornou proprietário de lucrativas lavras de ouro. Foi um dos protagonistas da Guerra dos Emboabas. Era amigo de Pascoal da Silva Guimarães e despertou a animosidade do governador D. Pedro de Almeida, conde de Assumar.

## Origem
De Viana do Minho, era filho de Antônio Nunes Viegas. Chegou adolescente à Bahia, recomendado a um rico comerciante. Começou sua vida de trabalho como caixeiro, sina de tantos portugueses que desembocavam no Brasil. Mas era «dócil e inteligente, insinuante e amável». Foi descrito da seguinte forma nos chamados Registros da Alfândega: "Passa Manuel Nunes Viana, homem de mediana estatura, cara redonda, olhos pardos, cabelo preto, com sua carregação que consta de vinte e três cargas de molhados. Rio Grande, 14 de maio de 1717".
Notícias das carências no sertão de Minas Gerais fizeram-no levar àquelas montanhas do ouro um rico e abastecido comboio de gêneros; triunfou por sua aptidão, amaneirado para tratar com os fregueses, adquirindo logo confiança e estima. Antonil lhe calculará mais tarde a fortuna em 50 arrobas.
Em Minas, obteve lavras abundantes de ouro a légua e meia de Caeté, nas abas da serra da Piedade e outras em sociedade com seu primo e amigo Manuel Rodrigues Soares, em Catas Altas; passou a ter fazendas de criação de gado no Jequitaí, no rio São Francisco e na Jacobina, pois era também procurador de D. Isabel Guedes de Brito. Esta Isabel Maria era filha do mestre de campo Antônio Guedes de Brito. Deu a Manuel Nunes Viana procuração para defender seu direito sobre o imenso domínio herdado do pai no interior da Bahia. Conseguindo assim a procuração de Isabel, viúva do coronel Silva Pimentel, para a representar nos direitos ao vasto latifúndio herdado do pai, 160 léguas de terra do morro do Chapéu às nascentes do rio das Velhas, como era hábil e inteligente, se apresentou ao Governador Geral e conseguiu ser investido em 1703 da mesma autoridade de regente e mestre d campo do rio de São Francisco de que gozava Guedes de Brito. Sua missão era a criação de gado nos limites do vasto território, combate aos índios bravos que ali aparecessem, extinção dos eventuais quilombos, punição dos aventureiros de toda a casta...
Criando gado e obrigando os moradores a se aforar, vendo sua fortuna crescendo, fundou várias Fazendas: Pau a Pique e Palma, perto da vila de João Amaro; Escuro, uma légua acima da vila de Carinhanha onde havia a lagoa na qual é tradição que mandava arrojar escravos ou prisioneiros vivos, hoje chamada Cinquenta, porque foram dali retiradas 50 caveiras de adultos no início do século XIX; Tábua ou Jequitaí, para onde voltou em 1710, a dois dias da barra do Rio das Velhas, com uma casa luxuosa e opulenta onde diziam que recolhia os doentes desenganados e ricos da região para lhes apressar a morte e herdar os bens.
Nenhum documento paulista da época o classifica como sendo um facínora, muito embora certos papéis de outra procedência assim o apontem, existindo mesmo várias tradições a seu respeito nesse particular. Uma delas é a de que assassinou uma filha, na sua estância perto de Januária, por sabê-la de relações com um rapaz pobre e de baixa condição. Outra, a de que mandava arrojar escravos e prisioneiros vivos numa lagoa, perto da sua fazenda do Escuro, a fim de que fossem devorados pelas piranhas. Tal lagoa tomou o nome de Cinqüenta, porque dali foram retiradas cinquenta caveiras de adultos, em meados do século XIX. Uma terceira sinistra tradição, já mencionada, é a de que recolhia na sua fazenda da Tabua, que se dizia mal adquirida, os doentes desenganados e ricos da região, apressando-lhes a morte, a fim de herdar-lhes os bens.

## Animosidade entre paulistas e reinóis ou emboabas
Nunes Viana apareceu bem moço nos fins do século XVII na Bahia, vindo de Viana do Minho. Era ativo, valoroso espadachim e aparece no Códice Costa Matoso: «A notícia que tenho de Manuel Nunes Viana é que, chegando novato à cidade da Bahia, sucedeu ter uma pendência com dois ou mais homens e na mesma, quebrando-se-lhe a espada pelas guarnições, se defendeu com o chapéu na mão deue sorte q chegou a concluir um e tirar-lhe a espada da mão e com ela matou o outro e se ocultou. De cujo sucesso tendo o governador daquela cidade notícia, o mandou vir à sua presença para o ver e pedindo-lhe o dito Viana que lhe valesse, deu-lhe varias cartas de favor para o sertão, onde fez numerosas façanhas e se opulentou de sorte que chegou a ser aclamado nestas Minas, pelo povo, governador delas, fato ocorrido no ano de 1708, na então Vila Rica, mais precisamente no seu distrito de Cachoeira do Campo, durante a Guerra dos Emboabas, no interior da Matriz de Nossa Senhora de Nazareth, sendo sagrado o primeiro governador eleito pelo povo, na história das Américas, e indo para a Bahia, de lá passou a Lisboa, e voltando para a dita Bahia, trouxe várias mercês que lhe fez Sua Majestade, entre as quais foi a de alcaide-mor duma das vilas, mestre de campo e o oficio de escrivão da ouvidoria da vila de Sabará".
Com a atordoada do ouro, passara à região do Caeté (mina na aba da serra da Piedade) e Catas Altas (minas de sociedade com o primo Manuel Rodrigues Soares; e São Caetano do Japoré. Antonil comenta que em pouco temo, com tantos escravos, tinha 150 arrobas de ouro. Boiadeiro por excelência, nunca abandonou o comércio de gado, e sem querer se submeter às leis do fisco, se tornou contrabandista em larga escala de outros gêneros. Portanto em 1708 no Caeté estará em luta aberta com Manuel de Borba Gato, guarda-mor, e os  demais potentados paulistas.
Sua casa, dizem os cronistas, era um verdadeiro castelo de armas, arsenal completo; o único trabalho, quando do rumor que os Paulistas pretendiam atacá-lo, foi o de chamar sua gente em ordem: numerosa escravatura que formava por si só uma legião de combatentes sob o comando do fiel negro Bigode. Os forasteiros do Sabará e do Rio das Velhas marcharam para o defender e se uniram aos do Caeté. O terror da guerra invadiu então os paulistas, e os principais entre eles trataram de acalmar os ânimos, pois também muitos deles eram amigos particulares de Nunes Viana. Lavrou-se termo de tal ajuste, os partidos se obrigando a depor as armas; Nunes Viana tudo tinha a perder com guerra e intimamente não a desejaria... Queria antes enriquecer mais, engrossar seus cabedais. Seu maior inimigo, Jerônimo Pedroso, retornou então à sua fazenda do Itatiaiuçu donde só sairá mais tarde para a guerra.
Houve outros incidentes mais tarde, com um certo José Pardo e seus filhos bastardos carijós, que mataram um português em plena rua, mas por sua vez, para outros, seria «homem de grande suposição, inofensivo e benquisto.»  Foi renovado outro acordo, desta vez entretanto a duras penas, para haver paz entre os dois grupos.
Datada de 3 de fevereiro de 1706, temos carta de Borba Gato ao rei, em que se declara «poderoso e zeloso do serviço de Vossa Majestade». De 1706 a 1708 haviam subido o contrabando e os prejuízos dos quintos. Nunes Viana, segundo a carta, «continuadamente introduz nas Minas tropas da Bahia, sua fortuna cresce, concentra força imensa.» Havia vindo para as Minas pela estrada proibida da Bahia e dizia que mandava vir gado, «quando na verdade entram  comboios de Fazenda.» Os anos passavam sobre Borba sem lhe mudar o caráter: agia contra o português poderosíssimo. Em fins de novembro de 1707 espalhou-se o boato de que os Paulistas, em conluio no rio das Velhas estavam decididos a matar os forasteiros num só dia que seria 10 de janeiro de 1708! Apesar de falso, o boato conseguiu efeito calamitoso.
A procuração dada por D. Isabel Guedes de Brito serviu para obter que o Governo do Estado do Brasil lhe desse o título de regente e mestre-de-campo do rio São Francisco, como tivera Antônio Guedes de Brito: o que equivalia a torná-lo encarregado de vigilância do gado nos limites entre o Morro do Chapéu e as nascentes do rio das Velhas, combater os índios, destruir os quilombos, castigar ladrões e assassinos. Fundou por conta própria grandes currais de gado e se fez construir uma bela casa em Tabua, perto do confluente do rio das Velhas com o rio São Francisco. Atraído logo pelas Minas de Caeté, explorou-as e, paralelamente, favorecia, contra as ordens reais, comércio de gado entre Minas e a Bahia.

## Estancos e protestos
Enquanto isso, o governador Artur de Sá Meneses, nas melhores disposições,  tomara medidas para organizar o fornecimento de gado aos açougues dos distritos de Minas, e os dera com privilégios (em 1701 e a vigorar até 1706) ao comerciante abastado Francisco do Amaral Gurgel, que dispunha de cabedais ao nível de tal empresa. Amaral Gurgel gastou muito dinheiro no conserto e alinhamento dos caminhos para o sertão e, dispondo de recursos, tinha monopolizado também o comércio do fumo em rolo e da aguardente que se importavam da Bahia e eram gêneros indispensáveis aos mineiros. Amaral requereu pois a prorrogação ao governador, já D. Fernando Martins Mascarenhas Lencastre, justificando-a por seu pouco lucro, os sacrifícios feitos e o bem dos povos - abrindo generosamente os cordões da bolsa. Mas o que o povo chamava «estancos do Amaral»  eram flagelos, os Paulistas bradavam contra os contratistas, apoiados pelo povo todo.
Puseram-se à testa do movimento Bartolomeu Bueno da Silva, o Feio, depois chamado o Anhanguera, e Domingos Monteiro da Silva. Convocaram uma junta no rio das Velhas e representaram contra a prorrogação do privilégio. D Fernando, o governador, fez o que era comum - pôs uma pedra em cima dos papéis.
Mas, de acordo com o regime, os contratos subiam à aprovação do Rei. À vista da hesitação de D. Fernando, que por ato expresso não queria dar força nova ao contrato, enquanto se esperava a aprovação do Rei, Amaral Gurgel se recolheu à sua fazenda do Bananal. Frei Francisco assumiu o negócio, partindo para o Rio de Janeiro. Uma rês custava nos currais da Jacobina, na Bahia, três ou quatro oitavas, nos currais do São Francisco custava já oito ou nove:  vendida nos açougues do rio das Velhas produzia 70-80 mil réis; nos de Ouro Preto ou da vila do Carmo, entre 80-90 mil réis. Estava assim em jogo assim mais de 30 arrobas de ouro: uns compravam, outros vendiam, ganhavam os tropeiros e os fazendeiros dos caminhos que alugavam os pastos de engorda e descanso. Outro frade trinitário, Frei Firmo, era o sublocatário dos açougues do rio das Velhas, um verdadeiro leão na defesa do monopólio. E Nunes Viana, regendo as vastas possessões de D. Isabel, que mediam 160 léguas de extensão no São Francisco, e tendo de suas as fazendas de Jequitaí e da Taboa, claro que se interessava demais pelo assunto dos estancos, pois por tais paragens passavam os gados tanto de Matias Cardoso quanto pelo rio Verde, pelo caminho do Guaratuba.  Os "caminhos do gado", aliás, eram da Tranqueira, por Matias Cardoso, e dai à Barra do rio das Velhas, subindo por este rio acima até o arraial do Borba, hoje Arraial Velho; e outro caminho que subia da Tranqueira pelo rio Verde às cabeceiras do Gorutuba ou Guaratatuba, rio das Araras, de onde se acabava no último curral do rio das Velhas a 24 léguas abaixo do Sabará.
Outro interessado em grandes lucros era Sebastião Pereira de Aguilar, rico baiano das Minas, que possuía fazendas de engorda e de criação, entre outras a do ribeirão das Abóboras, a mais vantajosa por ter no seu âmbito o arraial da Contagem, onde se numerava o gado para o pagamento do imposto de duas oitavas e meia por cabeça,  quer destinado ao rio das Velhas, quer ao Carmo-Ouro Preto. Tal fazenda era enorme, pois se estendia das divisas do Curral del Rei até os serrotes do Anhanhonhecanhuva ou Serro Frio.  Da Contagem, parte do gado seguia para Sabará, Caeté e outros arraiais da zona do ouro, outra parte para a Itabira e ali se subdividia em lotes para a serra do Ouro Preto pela Cachoeira do Campo, ou para a vila do Carmo por Miguel Garcia.

### Guerra dos Emboabas
Quando da guerra em 1707 Manuel Nunes Viana tomou a chefia contra os paulistas. Com a chegada porem do governador de São Paulo, Antônio de Albuquerque Coelho de Carvalho, retornou à sua fazenda do Jequitaí ou a sua casa da Tábua.

## Perdão e constantes abusos
Em 14 de fevereiro de 1715 obteve o perdão de D. João V por seus crimes. Entretanto, dizem os cronistas que constantes abusos de poder (dezembro de 1718) como mestre-de-campo do São Francisco o obrigaram a voltar a viver na Bahia.
Diz Charles Boxer em «The Golden Age of Brazil», página 364, que depois da guerra dos emboabas voltou a suas vastas propriedades no sertão do São Francisco, onde era capitão-mor. Segundo seus amigos, teve influência civilizadora e limpou o distrito de bandidos. Essa a opinião do Marquês de Angeja, que manteve com ele correspondência em bons termos e que assegurava à Coroa sua lealdade e integridade. Segundo seus inimigos, era o grande vilão de todos os poderosos do sertão, sem escrúpulos. O conde de Assumar, por exemplo, o denunciou em fortes termos. Naturalmente, a Coroa e os conselheiros do Conselho Ultramarino hesitavam. Em meados de 1717 o Rei teria mandado que o vice-rei na Bahia o fizesse voltar a Lisboa na primeira frota. Não deve ter acontecido nada pois em meados de outubro de 1718 estava em Vila Rica, oferecendo a Assumar sua garantia de que não interferiria no fornecimento de carne às Minas, como estava sendo - injustamente, segundo ele - acusado.
Em 1724 solicitou licença para voltar ao Reino, para colocar as filhas num convento em Santarém, no que foi atendido em fevereiro de 1725. Mas nesse intervalo, Pedro Leolino Mariz tinha conseguido prendê-lo e mandou-o para a Bahia, onde o vice-rei, que era então o conde de Sabugosa, lhe deu por prisão a cidade de Salvador.
Em 28 de julho de 1725 Nuno Marques Pereira lhe dedicou o «Compendio Narrativo do Peregrino da América» publicado em Lisboa em 1728, provavelmente às custas de Nunes Viana. Não está claro, para Boxer, se teria ou não voltado a Portugal, mas ganhou seu processo na corte, diz-se que por interferência do Infante D. Francisco de Bragança, irmão sádico do rei D. João V de Portugal. Outros autores acham que esteve em Lisboa de 1725 a 1728 onde recebeu testemunhos do favor do Rei. Recebeu distinções, como ser cavaleiro da Ordem de Cristo, coronel de milícias, receber a alcaiadaria-mor de Maragogipe.
Já é encontrado na Bahia, se é que alguma vez a deixou, em meados de junho de 1730 e estava então nas boas graças do vice-rei. Teria morrido em 1738 ou em 1735 (para Pedro Calmon) mas nunca se soube a data de seu nascimento.  Deixou sete filhos, todos ilegítimos, e diz-se que estava excessivamente obeso nos anos finais. A tradição na Bahia diz que tinha um lago dentro de suas terras, onde atirava os corpos de seus inimigos para serem devorados pelas piranhas.
Antonil diz que em 1710 teria, assim como Manuel de Borba Gato, pouco menos arrobas de ouro que as 50 de Francisco do Amaral Gurgel ou seja...800 quilos!
Tinha pretensões de cultura e em sua biblioteca deixou, entre outras obras:
- «Mystica Ciudad de Dios», de Soror Maria Agreda (1685);
- «Las Guerras Civiles de Granada» de Ginés Pérez de Hita (1595-1619)
- «Portugal Restaurado» do conde da Ericeira (1710)

Além de patrocinar Nuno Marques Pereira, pagou o terceiro volume das «Decadas»  de Diogo do Couto (Lisboa, 1736) que lhe é dedicado.

### Nas cartas do Governador D. Pedro de Almeida
Manoel Nunes Viana figura nas cartas que escreveu o governador ao Ouvidor do rio das Velhas sobre motins que promovia no sertão. Por exemplo, em 12 de dezembro de 1718 escreveu o conde de Assumar:
« Recebi carta de vm de 8 do corrente e pelos termos que vm remete vejo tudo o que se passou nessa expedição e no que toca aos cabeças do motim supondo vm que o principal deles é Manuel Nunes Viana, o segundo era o padre Curvelo porque quando o primeiro foi para baixo, foi dizendo ao Povo ´Tenhamos mão pela nossa Bahia´, e quando chegou a Garça onde se avistou com o Padre Curvelo, e seus sequazes, é de crer que ali se ajustou toda a maquina porque no mesmo dia saía o dito padre dela, publicando excomunhões a todos os moradores que ouvissem e aos que publicassem o meu bando, e depois disto estar o dito Manoel Nunes Viana em Jequitaí dois dias de viagem daqueles povos para lhe dar todo o calor e para encobrir melhor a sua malignidade, escreveu uma carta (cujo original aqui tenho) a Martim Afonso de Melo, dizendo-lhe que por obedecer as minhas ordens e ao termo que tenho assignado para se não meter com as coisas de D. Isabel lhe ordenava que se tivesse recebido alguns foros os fosse entregar a seus donos e sendo grande seu amigo mudou de frase, descompondo-o na sua carta e tratando-o de embusteiro, e que tenha conta em si daqui por diante que se não desvaneça com as honras. E algumas pessoas a que eu tinha escrito, sendo notificados apar irem receber as cartas antes de as lerem traziam as respostas feitas de casa do Manuel Nunes Viana, e estimo que vm pelas provisões que viu do Padre Curvelo achasse que não era tão frivola a mina informação sobre ele se ter passado do distrito da barra do Rio das Velhas, sem jurisdição nenhuma, e tomará perguntar daquela gente se o Governo (?) todos a uma voz confessaram quee eram colonos d D. Isabel mesmo não o sendo; não  duvido que este caso lhe fizesse a vm lembrar as Guerras de Portugal com Castela, e a mim entre outras muto me tem ocorrido que a desgraça deste Governo é ser necessário (sic) fazer  tudo por oficiais de justiça, cuja profissão é muito boa para o Tribunal, mas se aqui se acharem três e até quatro oficiais que se tivessem achado em outras semelhantes pouco se lhe havia de dar de roncos do Povo, e tenha vm entendido que Sua Majestade sempre diminui quando suas ordens não são obedecidas pelos povos, e para isso ou aqueles fiquem a B.a(?) ou a este Governo reconheço que não importa nada - mas importa muito que os Povos se não costumem a qualquer coisa a dizer que não convem, e Sua Majestade nem deve, nem costuma estranhar o castigarem os povos rebeldes ainda que seja com desasocego porque a quitação que eles cedem é antes que eles mostrem a sua desobediência.»
Amedrontava o conde o poder de Manuel Nunes Viana, de os sitiar nas Minas por fome! Em pós data, escreve o governador ao ouvidor:
«Agora tive outro aviso de que Manuel Nunes Viana mandara 40 homens de Jequitaí para aumentar o número do povo, quando foi falar a vm e que estes alguns dias antes andaram em tropel pelas fazendas levando a maior parte da gente por força, tanto assim que a um fulano Falcão, homem principal dali e que vivia sumamente escandalizado de Manuel Nunes Viana, lhe disseram que ou morrer ou ir com o povo, e a dois homens que estavam por despedir boiadas para estas Minas, lhas quiseram tomar e depois os desembaraçaram só com a condição de se juntar com o povo como fizeram por necessidade, por onde vm verá que na distância em que todos aqueles moradores vivem, não era dificultoso surpreender a cada um em sua casa e levá-los contra sua vontade. Também é certo que o dito Manoel Nunes Viana despachou um próprio pelos Currais à Bahia e lhe prometeu que dentro de 28 dias lhe havia de trazer a resposta. Eu agora acabo de entender que Manuel Nunes, tendo também  procuração de D. Isabel Guedes de Brito para subestabelecer, o que fez em Manuel Roiz Soares, e que este será um pretexto para se querer ir chegando para a barra do rio das Velhas e dai para os Currais: atalhe vm este danoso, e veja que a Segurança deste Governo está hoje na sua mão; eu lhe escrevo a carta inclusa que vm verá para ver se o posso trazer à presença de vm para se executar do que lhe aviso. Conde D. Pedro d Almeida.»
O conde governador decidira ripostar às ameaças de Manuel Nunes Viana, e escreveu buscando trazer gado de Curitiba para as Minas. Carta sua ao Ouvidor da Comarca de São Paulo, Rafael Roiz Pardinho, escrita na vila do Carmo a 13 de dezembro de 1718:
«O famoso Manoel Nunes Viana,  bem conhecido pelos seus levantamentos e pelas suas insolências, veio a este país e não sendo eu de humor de os sofrer a ninguém, muito menos a esse sujeito por ser prezado de levantadiço, e como saísse daqui pouco satisfeito do modo como o tratei, foi fazendo das suas pelos confins deste Governo,  lá junto para os Currais da Bahia, onde foi causa de se levantar o povo para que houvesse o motivo de que não entrem gados neste país; e eu desejava retrucar-lhe pelo mesmo jogo sendo eu quem lhos embaraçasse porém não faço esta diligência sem saber o número de currais que da Curituva me podem aqui introduzir; e como esta seja uma diligência de muita consequência para o serviço de Sua Majestade e conservação deste país, encomendo a VM muito particularmente se queira informar de todos os criadores dessa cidade que gado podem aqui introduzir e por que tempo, e dar-lhes todo o calor para que o façam com a brevidade que se pode conseguir do passo do Boi; e VM lhe segurará da minha parte se que acaso puderem vir de 18 até 20.000 cabeças de Gado, então mandarei certamente fechar os Currais da Bahia, e também se forem até 15.000; com isto nos remediaremos e como isto é tanto do meu empenho não haverá coisa que lhe não franqueie e lhe não facilite para o bom sucesso do seus negócios e espero que VM me ajude da sua parte a consegui-lo, pois não só  fará nisto um grande serviço a Sua Majestade mas castigará este régulo, pondo-o a ele de sitio, como aqui nos quer fazer, e assim fico com grande confiança na grande atividade e zelo de VM. José Gois, me dizem que tem muitos currais para aquelas partes e dois sargentos-mores que estão em Santos, e tanto que VM lhes tiver feito a estes e aos demais a proposta, despachará dois índios com toda a diligência porque carece muito disto o negócio para eu saber o que hei de obrar e para tudo o que for do gosto de VM me achará sempre mui pronto. Deus guarde a VM muitos anos. Vila do Carmo em 13 de dezembro de 1718. Conde D. Pedro d Almeida.»
E, afinal, escreveria ao próprio, que considerava ´régulo insolente´, em 15 de dezembro de 1718.
"O Ouvidor da comarca do rio das Velhas me deu conta do sucedido nos Papagaios e do mau sucesso que teve na execução de minha ordem, e por outros avisos particulares que depois tive, soube que do distrito de Jequitaí tinham saído 40 homens a fomentar o povo e aumentar-lhe o número, para lhe dar maior calor da sua desordem, ao que ainda agora não me posso persuadir, sabendo que VM se achava naquela Fazenda e se quisesse mostrar o mundo que era verdadeiro vassalo de Sua Majestade havia de atalhar semelhante sucesso com a mais razão que ninguém, pois lhe consta pelas ordens de Sua Majestade que a VM lhe mostrei quão perverso lhe tinham segurado que era VM ao seu real serviço e para desvanecer esta ideia, quando fosse falsa, devia VM desempenhar todo o resto para que eu me persuadisse o contrário e pudesse dar a Sua Majestade uma informação qual eu desejava, e assim se VM sobre este particular não der uma pública satisfação, contribuindo no que pode para o sossego daquele povo, obrarei nesta matéria como Sua Majestade me ordena, advertindo que sou fidelíssimo executor de suas ordens. Deus guarde a VM muitos anos. Vila do Carmo, conde D. Pedro d Almeida.»